# سان ماركوس (كاليفورنيا)
سان ماركوس هي مدينة تقع في الجزء الشمالي من مقاطعة سان دييغو .

## التركيبة السكانية
حدّد مكتب تعداد الولايات المتحدة بيانات التركيبة السكانية لسان ماركوس في تعداد الولايات المتحدة. في ما يلي، التركيبة السكانية حسب تعدادي 2000 و2010.

### تعداد عام 2000
بلغ عدد سكان سان ماركوس 54,977 نسمة بحسب تعداد عام 2000، وبلغ عدد الأسر 18,111 أسرة وعدد العائلات 13,212 عائلة مقيمة في المدينة. في حين سجلت الكثافة السكانية 871.5 نسمة لكل كيلومتر مربع (2,257.2/ميل2). وبلغ عدد الوحدات السكنية 18,862 وحدة بمتوسط كثافة قدره 299 لكل كيلومتر مربع (774.4/ميل2).
وتوزع التركيب العرقي للمدينة بنسبة 67.39% من البيض و2% من الأمريكيين الأفارقة و0.82% من الأمريكيين الأصليين و4.67% من الأمريكيين ذوي الأصول الآسيوية و0.24% من سكان جزر المحيط الهادئ و20.39% من الأعراق الأخرى و4.48% من عرقين مختلطين أو أكثر و36.87% من الهسبانيون أو اللاتينيون من أي عرق.
بلغ عدد الأسر 18,111 أسرة كانت نسبة 42.1% منها لديها أطفال تحت سن الثامنة عشر تعيش معهم، وبلغت نسبة الأزواج القاطنين مع بعضهم البعض 58.6% من أصل المجموع الكلي للأسر، ونسبة 9.6% من الأسر كان لديها معيلات من الإناث دون وجود شريك، بينما كانت نسبة 4.8% من الأسر لديها معيلون من الذكور دون وجود شريكة وكانت نسبة 27% من غير العائلات. تألفت نسبة 20.3% من أصل جميع الأسر من عدة أفراد يعيشون في نفس المنزل ونسبة 10.6% كانت تتألف من شخص يعيش بمفرده يبلغ من العمر 65 عاماً أو أكثر. وبلغ متوسط حجم الأسرة المعيشية 3.03، أما متوسط حجم العائلات فبلغ 3.46.
بلغ العمر الوسطي للسكان 32.1 عاماً. وكانت نسبة 29.1% من القاطنين تحت سن الثامنة عشر، وكانت نسبة 9.4% بين الثامنة عشر والرابعة والعشرين عاماً، ونسبة 32.2% كانت واقعةً في الفئة العمرية ما بين الخامسة والعشرين والرابعة والأربعين عاماً، ونسبة 17.3% كانت ما بين الخامسة والأربعين والرابعة والستين، ونسبة 11.7% كانت ضمن فئة الخامسة والستين عاماً فما فوق. يوجد لكل 100 أنثى 98.6 ذكر، ويوجد لكل 100 أنثى في الثامنة عشر من عمرها فما فوق 95.5 ذكر.
بلغ متوسط دخل الأسرة في المدينة 45,908 دولارًا، أما متوسط دخل العائلة فبلغ 51,292 دولارًا. وكان متوسط دخل الذكور 36,297 دولارًا مقابل 27,015 دولارًا للإناث. وسجل دخل الفرد الخاص بالمدينة 18,657 دولارًا. وكانت نسبة 7.8% من العائلات ونسبة 12% من السكان تحت خط الفقر، وكان من هؤلاء نسبة 14.9% تحت سن الثامنة عشر ونسبة 7.9% في الخامسة والستين من العمر وما فوق.

### تعداد عام 2010
بلغ عدد سكان سان ماركوس 83,781 نسمة بحسب تعداد عام 2010، وبلغ عدد الأسر 27,202 أسرة وعدد العائلات 19,811 عائلة مقيمة في المدينة. في حين سجلت الكثافة السكانية 1,328.2 نسمة لكل كيلومتر مربع (3,440.0/ميل2). وبلغ عدد الوحدات السكنية 28,641 وحدة بمتوسط كثافة قدره 454 لكل كيلومتر مربع (1,175.9/ميل2).
وتوزع التركيب العرقي للمدينة بنسبة 63.54% من البيض و2.35% من الأمريكيين الأفارقة و0.71% من الأمريكيين الأصليين و8.97% من الأمريكيين ذوي الأصول الآسيوية و0.38% من سكان جزر المحيط الهادئ و18.92% من الأعراق الأخرى و5.13% من عرقين مختلطين أو أكثر و36.64% من الهسبانيون أو اللاتينيون من أي عرق.
بلغ عدد الأسر 27,202 أسرة كانت نسبة 43.1% منها لديها أطفال تحت سن الثامنة عشر تعيش معهم، وبلغت نسبة الأزواج القاطنين مع بعضهم البعض 56% من أصل المجموع الكلي للأسر، ونسبة 11.2% من الأسر كان لديها معيلات من الإناث دون وجود شريك، بينما كانت نسبة 5.6% من الأسر لديها معيلون من الذكور دون وجود شريكة وكانت نسبة 27.2% من غير العائلات. تألفت نسبة 19% من أصل جميع الأسر من عدة أفراد يعيشون في نفس المنزل ونسبة 8.7% كانت تتألف من شخص يعيش بمفرده يبلغ من العمر 65 عاماً أو أكثر. وبلغ متوسط حجم الأسرة المعيشية 3.05، أما متوسط حجم العائلات فبلغ 3.49.
بلغ العمر الوسطي للسكان 32.9 عاماً. وكانت نسبة 27.8% من القاطنين تحت سن الثامنة عشر، وكانت نسبة 11% بين الثامنة عشر والرابعة والعشرين عاماً، ونسبة 30.1% كانت واقعةً في الفئة العمرية ما بين الخامسة والعشرين والرابعة والأربعين عاماً، ونسبة 20.9% كانت ما بين الخامسة والأربعين والرابعة والستين، ونسبة 10.2% كانت ضمن فئة الخامسة والستين عاماً فما فوق. وتوزع التركيب الجنسي للسكان بنسبة 48.9% ذكور و51.1% إناث.

## أعلام
- فرد وارنر
- ريشارد جوردن
- روبرت بي بالدوين
- جورج دتون
- جو بارتون